# Horváth Ferenc (apátkanonok)
Horváth Ferenc (Répcesarud/Fraknó, 1851. október 16. – Esztergom, 1924. május 19.) teológiai doktor, tanár, apátkanonok, rektor.

## Életútja
Szülei Horváth Fülöp és Strommer Katalin. Gimnáziumi tanulmányait Kőszegen és Sopronban, a VII. és VIII. osztályt az esztergomi líceumban végezte. A hittudományok hallgatására Rómába ment, 1872. november 7-én a Collegium Germanicum et Hungaricum növendéke lett. 1877. május 26-án pappá szentelték. 1878. július 31-én hazatért, s Pozsony-Virágvölgyön lett segédlelkész. 1880-tól esztergomi líceumi, majd 1882. szeptember 1-től teológiai tanár az egyháztörténelemből és jogból. 1892 decemberében a pápa tiszteletbeli kamarásává nevezte ki. 1903-tól kanonok és a papnevelde rektora, 1907-ben címzetes apát, 1916-ban sasvári főesperes lett.
A Magyar Sionnak egy ideig tanártársaival együtt szerkesztője volt; számos cikket írt ezen folyóiratba részint saját neve, részint Pannonius álnév alatt (nevezetesebbek: 1880. B. Labre Benedek élete, 1881. Ballerini élete, 1883. Norvég missio, 1887. Franzelin biboros, 1890. Milyen halállal mult ki Luther Márton?); írt még a Magyar Koronába (1883. 345., 346. sz. A polgári házasság és a kath. egyházjog.)